# Caro misantropo
Caro misantropo. Saggi e testimonianze per Manlio Sgalambro è un libro a cura di Antonio Carulli e Francesco Iannello, pubblicato nel giugno 2015 da La Scuola di Pitagora Editrice.
Il volume si propone come punto di partenza per lo studio di Manlio Sgalambro, «grande filosofo italiano misconosciuto e inviso all'Accademia, il cui genio da essa fu volutamente oscurato, che divenne, sempre a dispetto di questa, molto noto al grande pubblico come autore di testi di canzoni, libretti d'opera e sceneggiature per Franco Battiato» (pp. 13-14).
Il libro contiene i contributi di Rolando Damiani, Sergio Quinzio, Mario Andrea Rigoni, Pino Aprile, Franco Rella, Maurizio Cosentino, Antonio Carulli, Patrizia Trovato, Marcello Faletra, Fabio Presutti, Calogero Rizzo, Massimo Iiritano, Giuseppe Pulina, Mariacatena De Leo, Luigi Ingaliso, Pietro Barcellona, Giuseppe Testa, Francesco Iannello, Antonio Contiero, Domenico Trischitta, Marco Iacona, Massimiliano Perrotta, Gianluca Magi, Alan Magnetti, Giordano Casiraghi, Antonio Mocciola, Alessio Cantarella, Angelo Scandurra e Giuseppe Condorelli.
In copertina: Manlio Sgalambro dipinto da Franco Battiato (grafica di Antonio Contiero).

## Struttura
Dopo una breve Presentazione (pp. 13-15) firmata dai due curatori, il libro è suddiviso in cinque sezioni:
- Recensioni
- Saggi
- Testimonianze e ricordi
- Inediti e scritti rari
- Appendice

Tra una sezione e l'altra sono presenti foto inedite di Sgalambro, donate da Marcello Faletra (pp. 16, 286, 316), Rosa Persico (p. 47) e dalla Società di studi politici di Napoli (pp. 208, 222).

### Recensioni
La prima sezione contiene le prime recensioni del tempo ai testi filosofici di Sgalambro:
- Rolando Damiani, È la morte del sole[1], pp. 17-18
- Rolando Damiani, Nota del 2014 a una recensione del 1982, p. 19.
- Sergio Quinzio, In lotta con Dio[2], pp. 21-24.
- Sergio Quinzio, Dio esiste, ed è terribile[3], pp. 25-26.
- Mario Andrea Rigoni, Dio c'è, ma è anche peggio di noi[4], pp. 27-28.
- Pino Aprile, La vita normale di una mente meridionale, pp. 29-31.
- Pino Aprile, La morte del sole[5], pp. 32-38.
- Franco Rella, Straniero in vita e filosofo[6], pp. 39-41.
- Franco Rella, De senectute[7], pp. 42-46.

### Saggi
La seconda sezione contiene brevi saggi critici sul pensiero del filosofo siciliano:
- Maurizio Cosentino, Manlio Sgalambro: Weltanschauung, esprit systèmatique e storia della filosofia, pp. 51-62.
- Antonio Carulli, Manlio Sgalambro. La forma che si ruppe, pp. 63-99.
- Patrizia Trovato, Il lettore, l'Autore e la testimone. Sgalambro come Cioran?, pp. 101-114.
- Marcello Faletra, Sulla verità: Sgalambro visto da Brecht, pp. 115-126.
- Fabio Presutti, Per un neikosofo, pp. 127-153.
- Calogero Rizzo, La pietà cosmica, pp. 155-159.
- Calogero Rizzo, De consolatione theologiæ[8], pp. 160-178.
- Massimo Iiritano, La morte, la consolazione. Sergio Quinzio e Manlio Sgalambro, pp. 179-184.
- Giuseppe Pulina, Per una filosofia della fine del mondo, pp. 185-201.
- Mariacatena De Leo-Luigi Ingaliso, Un chierico, pp. 203-206.

### Testimonianze e ricordi
La terza sezione contiene testimonianze di amici e/o allievi di Sgalambro:
- Pietro Barcellona, Di un incontro[9] (titolo scelto dai curatori), pp. 211-213.
- Giuseppe Testa, Per maggiore veridicità, pp. 215-220.
- Francesco Iannello, Manlio Sgalambro, il pensiero oltre il luogo comune, pp. 221-230.
- Antonio Contiero, From a previous incarnation, pp. 231-237.
- Domenico Trischitta, La presenza di Sgalambro, p. 239.
- Domenico Trischitta, Il filosofo si scoprì nomade. Intervista a Manlio Sgalambro[10], pp. 240-242.
- Domenico Trischitta, Intervista sull'Islam (titolo scelto dai curatori), pp. 243-244.
- Marco Iacona, Da un “maledetto” a un altro. Intervista su Julius Evola[11], pp. 245-253.
- Massimiliano Perrotta, Sicilia metafisica, pp. 255-256.
- Massimiliano Perrotta, Dal filmato dell'intervista, pp. 257-258.
- Gianluca Magi, Un ricordo determinante, pp. 259-260.
- Alan Magnetti, Un viaggio che somiglia a una canzone, pp. 261-265.
- Giordano Casiraghi, Passeggiando con disinvoltura tra filosofia e trame di un canto, pp. 267-269.
- Antonio Mocciola, Il ritorno del soldato: Giuni Russo e Manlio Sgalambro, pp. 271-272.
- Alessio Cantarella, Del pensare brevemente Manlio Sgalambro, pp. 273-280.
- Angelo Scandurra, Una poesia (contiene la poesia Ad un ragno[12]), p. 281.
- Giuseppe Condorelli, L'immoralista, pp. 283-285.

### Inediti e scritti rari
La quarta sezione contiene inediti e scritti (o d'occasione o apparsi in sedi semi-sconosciute) del filosofo stesso:
- Antonio Contiero, Découpage. Conversazione sull'amore con Manlio Sgalambro, pp. 289-297.
- Manlio Sgalambro, Una lettera inedita a Mario Andrea Rigoni, pp. 299-300.
- Manlio Sgalambro, Poesie[13], pp. 301-303.
- Manlio Sgalambro, Esprimersi senza parole[14], p. 304.
- Manlio Sgalambro, Il dolore occidentale[15], p. 305.
- Manlio Sgalambro, Nota a W.C.[16], p. 306.
- Manlio Sgalambro, Prefazione a Galleria Buenos Aires[17], p. 307.
- Manlio Sgalambro, Modesta riflessione sulla “porta”[18], p. 308.
- Manlio Sgalambro, L'impiegato di filosofia[19], pp. 309-314.

### Appendice
La quinta e ultima sezione contiene le note biografiche degli autori (pp. 319-326), la bibliografia completa di Manlio Sgalambro (pp. 327-328) e i riferimenti alle foto contenute nel libro (p. 329).

## Recensioni
Il libro ha ricevuto varie recensioni:
- Ida Palisi, Sgalambro, «impiegato di filosofia» contro i luoghi comuni, in Il Mattino, 14 ottobre 2015.
- Roberto Fai, Manlio Sgalambro “un metafisico distruttore”, in La Sicilia, 12 ottobre 2015.
- Gianluca Veneziani, Sgalambro, filosofo pessimista che sapeva come godersi la vita, in Libero, 6 marzo 2016.